# Comuna Zaderiivka, Ripkî
Zaderiivka (în ucraineană Задеріївка) este o comună în raionul Ripkî, regiunea Cernihiv, Ucraina, formată din satele Kameanka, Piznopalî, Plehtiivka, Suslivka și Zaderiivka (reședința).

## Demografie
Componența lingvistică a comunei Zaderiivka
     Ucraineană (93,83%)
     Rusă (5,05%)
     Belarusă (1,12%)
Conform recensământului din 2001, majoritatea populației comunei Zaderiivka era vorbitoare de ucraineană (93,83%), existând în minoritate și vorbitori de rusă (5,05%) și belarusă (1,12%).